# Mark Takano
Mark Allan Takano (ur. 10 grudnia 1960 w Riverside) – amerykański polityk, członek Partii Demokratycznej.

## Działalność polityczna
Od 3 stycznia 2013 jest przedstawicielem 41. okręgu wyborczego w stanie Kalifornia w Izbie Reprezentantów Stanów Zjednoczonych.